# 法華寺 (足立区)
法華寺（ほっけじ）は、東京都足立区にある日蓮宗の寺院。

## 歴史
1835年（天保6年）、住禅院日城によって開山された。元々は回向院とともに小塚原刑場の刑死者の菩提を弔う寺であり、「法華庵」という名称であった。
1923年（大正12年）、東京府北豊島郡岩淵町（現・東京都北区赤羽）に移転したが、陸軍工廠用地となったため、1926年（大正15年）に現在地に移転した。
1947年（昭和22年）に現在名に改称した。

## 交通アクセス
- 竹ノ塚駅より徒歩20分（経路案内）。